# Ла-11
Ла-11 — советский поршневой истребитель дальнего сопровождения. Является глубокой модификацией более раннего Ла-9, модифицированной для сопровождения бомбардировщиков Ту-4, с увеличенной дальностью полёта и сокращённым вооружением: три авиапушки НС-23 вместо четырёх. В связи с возросшей до семи часов продолжительностью полета потребовалось установить дополнительный кислородный баллон, писсуар летчику, а также укомплектовать сиденье пилота широкой мягкой спинкой и подлокотниками.
Разработан ОКБ-301 под руководством С. А. Лавочкина. Совершил первый полёт в мае 1947 года. Серийный выпуск осуществлялся в 1947—1951 годах на авиазаводе № 21 в Горьком, всего было произведено 1182 машины.
Поставлявшиеся ВВС КНР и КНДР Ла-11 применялись на завершающем этапе гражданской войны в Китае и в Корейской войне.

## История создания
Прототип Ла-11 под обозначением «самолёт 134» (Ла-9М) был разработан на ОКБ-301 всего за полгода. Первый полёт состоялся в мае 1947 года, а уже 9 июня первая машина поступила на государственные испытания. Спустя ещё 5 дней на аэродроме в Чкаловская приступили к испытаниям самолёта-дублёра «134Д».

## Конструкция
Ла-11 представляет собой цельнометаллический истребитель-моноплан, созданный по классической схеме.
- Крыло самолета — разъемное с ламинарным профилем, состоящее из центроплана и двух консолей. Силовая схема крыла включала: один лонжерон, обшивку, работающая на кручение и посадочный щиток на задней стенке. Центроплан основной силовой узел самолета, к нему крепятся консоли крыла, шасси, моторама, лафет, фюзеляж и посадочные щитки. Конструкция консолей крыла аналогична центроплану. На задней кромке крыла установлены посадочные щитки отклоняемые гидроприводом до 60 град. К консолям также крепятся элероны. Стык крыла и фюзеляжа закрыт зализом[3].
- Фюзеляж Ла-11 состоял из трех основных частей: сварной фермы, к которой крепилась моторама и вооружение самолета, средней полумонококовой части и хвостовой монококовой, состоящей из стрингеров, шпангоутов и обшивки. В передней части фюзеляжа расположена кабина летчика. Сверху ее закрывает прозрачный фонарь с каркасом из стальных труб. В козырек вмонтировано бронестекло толщиной 60 мм. Средняя часть фонаря сдвигающаяся и сбрасывающаяся в аварийной ситуации. Сзади пилота защищает бронеспинка и бронестекло[3].
- Хвостовое оперение самолета — цельнометаллическое. Стабилизатор — иэ двух однолонжеронных консолей, закрепленных на хвостовой части фюзеляжа. Киль представлял собой одно целое с фюзеляжем. Рули высоты и направления также имели металлические каркасы и полотняную обшивку.
- Ла-11 имел консольное шасси с боковыми подкосами-гидроподъемниками, убирающимися в центроплан самолета. В выпущенном положении подкос-гидроподъёмник запирался шариковым и гидравлическим замками. Тормоза колес — пневматические. В убранном положении они полностью закрывались щитками. Выпуск и уборка шасси и посадочных щитков осуществлялись при помощи гидравлики. Хвостовая опора убиралась назад в фюзеляж. Амортизация — масляно-пневматическая. Колесо — самоориентирующееся, с механизмом стопорения при посадке. В убранном положении оно полностью уходит в нишу хвостовой части и закрывается створками. Аварийный выпуск шасси производится сжатым воздухом от бортового баллона[3].
- Bинтомоторная группа Ла-11 состояла из двухрядного звездообразного четырнадцатицилиндрового двигателя воздушного охлаждения АШ-82ФН с непосредственным впрыском топлива в цилиндры и воздушного винта ВИШ-105В4. Винт — металлический трёхлопастный диаметром 3,1 м. Капот мотора для ориентации охлаждающего цилиндры воздушного потока имел специальную профилировку и систему дефлекторов. Кроме того, внутренним капотом закрывались картер и агрегаты двигателя. Обдув регулировался жалюзи лепесткового типа на входе и двумя створками на выходе. Под эти же створки выводились и выхлопные патрубки — по шесть с каждой стороны. Всасывающий патрубок двигателя находился в верхней части капота, а его заборник вписывался в переднюю кромку лобового кольца капота. В него же, только снизу, врезался и воздухозаборник маслорадиатора, располагавшегося под двигателем (на Ла-9 маслорадиатор размещался в специальном туннеле под фюзеляжем). Такое расположение маслорадиатора позволило использовать истребитель в условиях Заполярья и Крайнего севера. Запуск двигателя осуществлялся сжатым воздухом от бортового или аэродромного баллона.

В бензосистему входили пять баков суммарной ёмкостью 1100 л (на Ла-9 — 825 л). Также бензин использовался для подогрева передней кромки крыла. В центроплане находился металлический бак емкостью 270 л и два мягких по 215 л. Еще два мягких бака по 210 л располагались в консолях крыла.
- Радиооборудование состояло из радиостанции с приемником и передатчиком; радиокомпаса и радиовысотомера. Приемник и передатчик установлены за кабиной летчика.
- Антиобледенительная система использовалась для обогрева передних кромок крыла и стабилизатора, омывателей лопастей винта и переднего бронестекла фонаря кабины пилота. Консоли крыла обогревались бензиновыми калориферами. Носок стабилизатора был обклеен токопроводящей резиной и обогревался проходящим по ней током. Переднее бронестекло и лопасти воздушного винта омывались спиртовой смесью. Включение системы противообледенения производилось пилотом после загорания лампочки сигнализации об обледенении[3].
- Кислородное оборудование состояло из кислородного прибора, кислородной маски и двух баллонов емкостью 8 и 4 литра. Для прыжка с парашютом с больших высот был предусмотрен специальный парашютный кислородный прибор.
- Фотоаппаратура располагалась в хвостовой части фюзеляжа. Створки фотолюка открывались тросовым механизмом.
- Вооружение истребителя состояло из трех синхронных пушек калибра 23 мм, размещенных в верхней части фюзеляжа под капотом двигателя, общим боезапасом в 225 патронов. Перезарядка пушек — пневматическая, управление огнем — электропневматическое. Окрашивались Ла-11 целиком в светло-серый цвет или в зеленый защитный сверху и голубой снизу[3].

## Производство
Ла-11 был закончен в начале 1947 года, и встал вопрос, какой самолёт запускать в серийное производство — Ла-11 или МиГ-9, который в тот момент также был закончен и прошёл испытания, но в отличие от первого был реактивным. Этот вопрос Сталин задал Лавочкину, и тот назвал МиГ-9 как более перспективный.
Но тем не менее Сталин принял решение о выпуске обеих машин, и в том же году производство Ла-11 под наименованием «изделие 51» было развёрнуто в Горьком на заводе № 21.

## Боевое применение
Изначально Ла-11 создавался как истребитель дальнего сопровождения стратегических бомбардировщиков Ту-4. Однако ввиду большой дальности полёта и специфического расположения маслорадиатора, позволявшего работать при очень низких температурах, руководство СССР приняло решение использовать самолёт в качестве истребителя ПВО для прикрытия северных границ СССР. Также Ла-11 успешно использовался в частях морской авиации СССР в составе ВВС Северного, Балтийского, Черноморского и Тихоокеанского флотов.
В 1948 году самолёт проходил войсковые испытания в 176-м гвардейском истребительном авиационном полку на аэродроме «Тёплый Стан», располагавшемся на окраине Москвы.
Некоторое количество Ла-11 было отправлено для участия в гражданской войне в Китае.
2 апреля 1950 года пара советских Ла-11 (лидер — командир 1-й АЭ капитан Н. Гужов) перехватила над Шанхаем два истребителя противника (которых опознали как F-51 «Мустанг»). В результате воздушного боя оба вражеских самолёта были сбиты Николаем Гужовым.
8 апреля 1950 года звено из четырех Ла-11 перехватило над Балтийским морем неподалёку от советской военно-морской базы Либава (Лиепая) американский патрульный самолёт PB4Y «Приватир». В ответ на требование советских лётчиков снизиться и идти на посадку американский самолёт открыл огонь, после чего был сбит.
В мае 1950 года два Ла-11 столкнулись с двумя американскими истребителями P-51 «Мустанг» у побережья Берингова пролива и вступили с ними в бой. На этот раз потерь не было с обеих сторон, хотя один «Лавочкин» и один «Мустанг» получили повреждения.
6 ноября 1951 года пара Ла-11 88-го гвардейского истребительного авиаполка ВВС Тихоокеанского флота перехватила над советскими территориальными водами в районе мыса Островного американский противолодочный самолет P2V «Нептун». Самолет был сбит и упал в воду. Судьба экипажа осталась неизвестной. Оба советских летчика получили награды.
23 июля 1954 года китайскими Ла-11 был сбит гонконгский пассажирский авиалайнер DC-4, в результате чего погибло 10 человек.

## Ла-11 за рубежом
- После начала войны в Корее в 1949 году СССР поставил в КНДР 145 самолетов, а в 1950 году — ещё 239[11]. Среди прочего в Северную Корею было поставлено 40 Ла-9 и Ла-11. 30 ноября 1951 года северокорейский летчик Ван Теньбао сбил в воздушном бою американский реактивный истребитель F-86 Sabre[12].
- Ла-11 поставлялся в КНР, к началу 1950 года в ВВС НОАК насчитывалось 223 самолёта, а в 1952 году из состава ПВО СССР было передано еще 62 самолёта[13].
- В 1958 году 12 Ла-11 были поставлены из Китая в Индонезию[13].

## Тактико-технические характеристики

### Технические характеристики
- Экипаж: 1 человек
- Длина: 8,62 м
- Размах крыла: 9,80 м
- Высота: 3,47 м
- Площадь крыла: 17,59 м²
- Масса пустого: 2770 кг
- Масса нормальная взлётная: 3730 кг
- Максимальная взлётная масса: 3996 кг
- Масса топлива: 846 кг
- Двигатель: 1 × АШ-82ФН (1 × 1850 л. с.)

### Лётные характеристики
- Максимальная скорость:
  - на высоте: 674 км/ч
  - у земли: 562 км/ч
- Практическая дальность: 2235 км
- Практический потолок: 10 250 м
- Скороподъёмность: 758 м/мин

### Вооружение
- 3 × 23-мм пушки НС-23

## Модификации
Ла-9М (самолёт 134) — прототип Ла-11
Ла-9М (самолёт 134Д) — прототип Ла-11 с дополнительными топливными баками
Ла-11 — серийная модель.